# Lispe unicolor
Lispe unicolor är en tvåvingeart som först beskrevs av Gaspard Auguste Brullé 1833.  Lispe unicolor ingår i släktet Lispe och familjen blomsterflugor.
Artens utbredningsområde är Grekland. Inga underarter finns listade i Catalogue of Life.